# 第61回国民体育大会

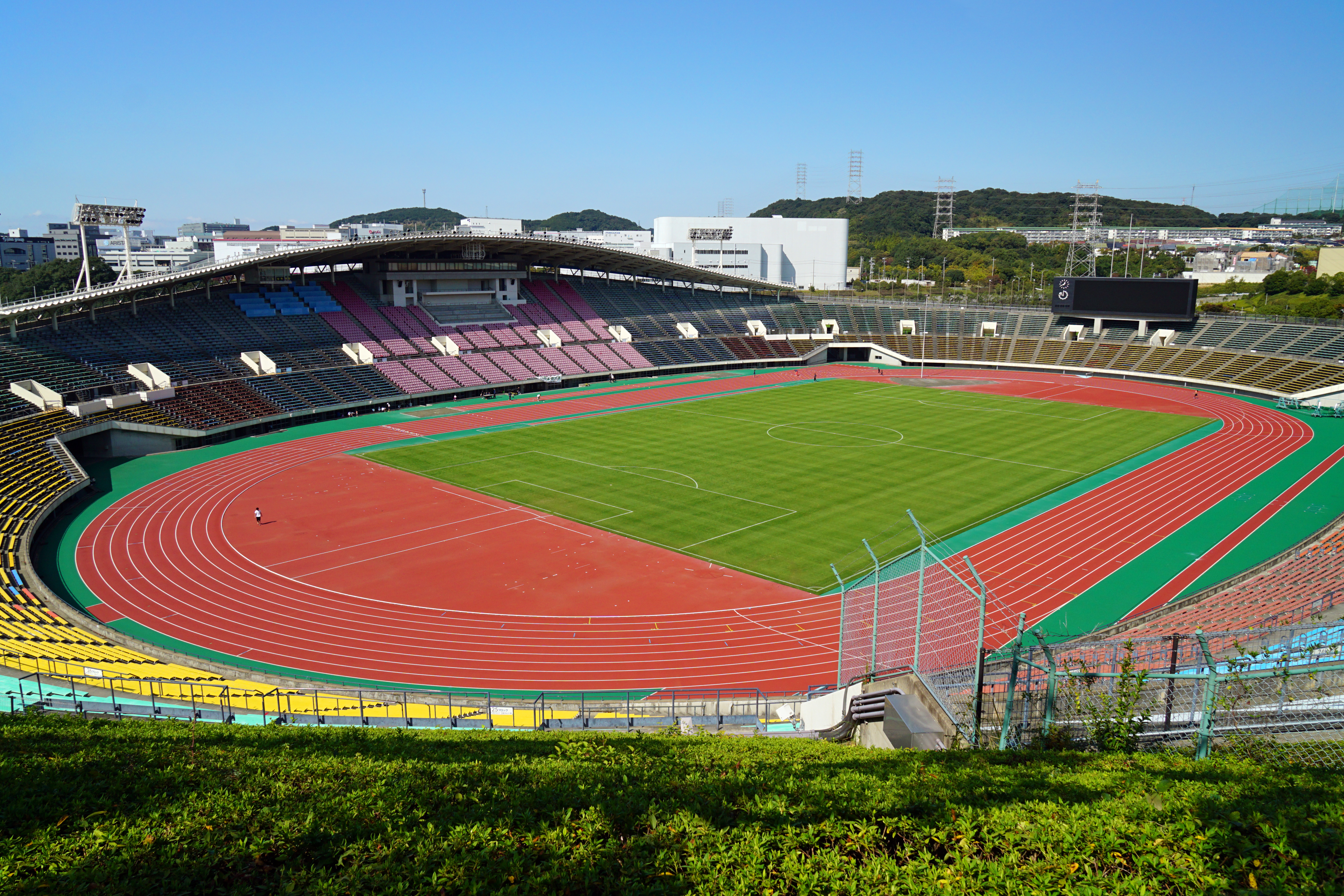
開会式・陸上競技が行われたユニバー記念競技場

第61回国民体育大会（だい61かいこくみんたいいくたいかい）は、2006年（平成18年）に兵庫県の神戸市を主な会場として開催された。
夏季・秋季大会のスローガンは「"ありがとう" 心から・ひょうごから」。大会マスコットは「はばタン」（スキー競技会のみ「ゆうまちゃん」）。兵庫県での国体開催は1956年（昭和31年）以来50年ぶり。

## 概要
冬季大会は1月28日にスケート・アイスホッケー競技会「氷都とまこまい国体」（北海道苫小牧市）が、2月19日にスキー競技会（群馬県片品村他）がそれぞれ開幕。
夏季・秋季大会は、「のじぎく兵庫国体」として9月30日に神戸総合運動公園ユニバー記念競技場で開幕（一部大阪府能勢町と岡山県岡山市の旧御津町の分離開催あり）。ノジギクは兵庫県の県花。10月10日に天皇杯・皇后杯が授与する都道府県が決定された。
この大会では国体史上初めて夏季大会と秋季大会とが一本化され、参加人員を縮小、国体を目的にした新規施設の建設をせず既存施設を活用するなど簡素化・コスト削減がなされた。また日本国籍がない永住外国籍選手や中学3年生の参加が認められた。これらは日本体育協会が2003年に定めた「国体改革」を目指したものである。
例年、夏季・秋季大会の開会式と高校野球の会場への入場は有料だったが、この大会では全競技入場料を無料とした。これは、11年前の阪神・淡路大震災に各地から寄せられた善意に対する、兵庫県民からの感謝の気持ちとされた。
2006年10月14日から16日まで、第6回全国障害者スポーツ大会「のじぎく兵庫大会」が開催された。

## 冬季大会

### スケート競技会・アイスホッケー競技会
第61回国民体育大会冬季大会スケート競技会・アイスホッケー競技会は、1月28日～2月1日に北海道苫小牧市で開催された。テーマは「氷都とまこまい国体」、スローガンは「精鋭よ　氷都に舞い　華と咲け！」。

#### 実施競技・会場一覧
| 競技名         | 競技名             | 競技名 | 会場地   | 会場                                                                                    |
| -------------- | ------------------ | ------ | -------- | --------------------------------------------------------------------------------------- |
| スケート       | スピードスケート   |        | 苫小牧市 | ハイランドスポーツセンター 屋外リンク                                                   |
| スケート       | ショートトラック   |        | 苫小牧市 | 白鳥アリーナ                                                                            |
| スケート       | フィギュアスケート |        | 苫小牧市 | 沼ノ端スケートセンター                                                                  |
| アイスホッケー | アイスホッケー     |        | 苫小牧市 | 王子製紙スケートセンター ハイランドスポーツセンター ときわスケートセンター 白鳥アリーナ |

#### 音楽
- Water・Birds & Wind
- swan
- fairys
- one small hope

作編曲：中坪淳彦
アルバム「舞台音楽集 Water・Birds・Wind」に収録されている。

### スキー競技会
第61回国民体育大会冬季大会スキー競技会は、2月19日～2月22日に群馬県片品村で開催された。テーマは「尾瀬国体」、スローガンは「輝く君を見たい」。

#### 実施競技・会場一覧
| 競技名 | 競技名                         | 競技名 | 会場地 | 会場                                        |
| ------ | ------------------------------ | ------ | ------ | ------------------------------------------- |
| スキー | ジャイアントスラローム（詳細） |        | 片品村 | 四季の森ホワイトワールド尾瀬岩鞍            |
| スキー | スペシャルジャンプ（詳細）     |        | 片品村 | 片品シャンツェ                              |
| スキー | コンバインド（詳細）           |        | 片品村 | 片品シャンツェ 水芭蕉クロスカントリーコース |
| スキー | クロスカントリー（詳細）       |        | 片品村 | 水芭蕉クロスカントリーコース                |

## 本大会

### キャンペーンソング
- 「はばタンカーニバル」

作詞・作曲：山本茂之（のじぎく国体局職員）
編曲：パパダイスケ
歌：こいみどり（神戸在住のアーティスト）

### 主な式典音楽
- ファンファーレ関連 - 作曲：田村文生
- 入退場曲（はばタンカーニバル、鉄腕アトム他） - 作・編曲：栗山和樹
- 炬火賛歌（炬火入場・点火曲、炬火納火曲）、国歌、若い力、ふるさと兵庫、得賞歌 - 作・編曲：保科洋

### 実施競技と会場
※は公開競技
| 競技・種目           | 競技・種目                 | 市町       | 会場                                               |
| -------------------- | -------------------------- | ---------- | -------------------------------------------------- |
| 開会式・閉会式       | 開会式・閉会式             | 神戸市     | ユニバー記念競技場                                 |
| 陸上競技             |                            | 神戸市     | ユニバー記念競技場                                 |
| 水泳                 | 飛込                       | 神戸市     | 神戸市立ポートアイランドスポーツセンター           |
| 水泳                 | 水球                       | 神戸市     | 神戸市立ポートアイランドスポーツセンター           |
| 水泳                 | 競泳                       | 尼崎市     | 尼崎スポーツの森                                   |
| 水泳                 | シンクロナイズドスイミング | 尼崎市     | 尼崎スポーツの森                                   |
| 体操                 | 体操競技                   | 尼崎市     | 尼崎市記念公園総合体育館                           |
| 体操                 | 新体操                     | 西宮市     | 兵庫県立総合体育館                                 |
| サッカー             | 成年男子                   | 神戸市     | 神戸ウイングスタジアム                             |
| サッカー             | 成年男子                   | 神戸市     | ユニバー記念競技場                                 |
| サッカー             | 成年男子                   | 神戸市     | 神戸総合運動公園陸上競技補助競技場                 |
| サッカー             | 成年男子                   | 神戸市     | しあわせの村運動公園                               |
| サッカー             | 成年女子                   | 加古川市   | 加古川運動公園陸上競技場                           |
| サッカー             | 成年女子                   | 加古川市   | 日岡山公園グラウンド                               |
| サッカー             | 少年男子                   | 三木市     | 三木総合防災公園陸上競技場                         |
| サッカー             | 少年男子                   | 三木市     | 三木総合防災公園第1球技場                          |
| サッカー             | 少年男子                   | 淡路市     | 淡路佐野運動公園                                   |
| サッカー             | 少年男子                   | 洲本市     | 五色台運動公園（アスパ五色）                       |
| ボート               | ボート                     | 豊岡市     | 円山川城崎漕艇場                                   |
| ボクシング           | ボクシング                 | 西宮市     | 西宮市立中央体育館                                 |
| バレーボール         | 成年男子9人制              | 明石市     | 明石中央体育会館                                   |
| バレーボール         | 成年男子6人制              | 小野市     | 小野市総合体育館（アルゴ）                         |
| バレーボール         | 少年男子                   | 加古川市   | 加古川市立総合体育館                               |
| バレーボール         | 成年女子9人制              | 洲本市     | 洲本市文化体育館                                   |
| バレーボール         | 成年女子6人制              | 多可町     | アスパル（多可町健康福祉センター）                 |
| バレーボール         | 少年女子                   | たつの市   | たつの市立龍野体育館                               |
| バスケットボール     | 少年男女                   | 神戸市     | 神戸総合運動公園体育館（グリーンアリーナ神戸）     |
| バスケットボール     | 少年男女                   | 神戸市     | 神戸市立中央体育館                                 |
| バスケットボール     | 少年男女                   | 神戸市     | 兵庫県立文化体育館                                 |
| バスケットボール     | 成年男子                   | 姫路市     | 姫路市立中央体育館                                 |
| バスケットボール     | 成年女子                   | 上郡町     | 上郡町スポーツセンター                             |
| バスケットボール     | 成年女子                   | 佐用町     | 兵庫県立佐用高等学校体育館                         |
| レスリング           | 成年男子                   | 猪名川町   | 猪名川町文化体育館（イナホール）                   |
| レスリング           | 少年男子                   | 猪名川町   | 猪名川町立猪名川中学校体育館                       |
| 自転車               | トラック・レース           | 明石市     | 明石公園自転車競技場                               |
| 自転車               | ロード・レース             | 明石市     | 明石市特設ロード・レース・コース                   |
| ソフトテニス         | 少年男女                   | 三木市     | 吉川総合公園テニスコート                           |
| ソフトテニス         | 成年男女                   | 姫路市     | 姫路市立広畑テニスコート                           |
| 相撲                 | 相撲                       | 南あわじ市 | 南あわじ市文化体育館（元気の森ホール）             |
| ソフトボール         | 少年男子                   | 加古川市   | 日岡山公園野球場                                   |
| ソフトボール         | 少年男子                   | 加古川市   | 野口野球場                                         |
| ソフトボール         | 少年女子                   | 西脇市     | あかねが丘グラウンド                               |
| ソフトボール         | 少年女子                   | 西脇市     | 野村公園多目的広場                                 |
| ソフトボール         | 成年男子                   | 相生市     | 相生スポーツセンター                               |
| ソフトボール         | 成年女子                   | 豊岡市     | 兵庫県立但馬ドーム                                 |
| ソフトボール         | 成年女子                   | 豊岡市     | 植村直己記念スポーツ公園野球場                     |
| バドミントン         | バドミントン               | 宝塚市     | 宝塚市立総合体育館                                 |
| 弓道                 | 近的                       | 川西市     | 川西市特設近的弓道場                               |
| 弓道                 | 遠的                       | 川西市     | 川西市特設遠的弓道場                               |
| ライフル射撃         | CP                         | 芦屋市     | 兵庫県警察学校射撃場                               |
| ライフル射撃         | その他                     | 能勢町     | 能勢町国体記念スポーツセンター                     |
| 剣道                 | 剣道                       | 赤穂市     | 赤穂市民総合体育館                                 |
| 山岳                 | 縦走                       | 神戸市     | 摩耶山特設縦走コース                               |
| 山岳                 | クライミング               | 神戸市     | 神戸ポートアイランドホール                         |
| 空手道               | 空手道                     | 豊岡市     | 豊岡市立出石中学校体育館                           |
| なぎなた             | なぎなた                   | 伊丹市     | 伊丹市スポーツセンター体育館                       |
| ボウリング           | ボウリング                 | 神戸市     | 神戸六甲ボウル                                     |
| ※高等学校野球        | 硬式                       | 高砂市     | 高砂市野球場                                       |
| ※高等学校野球        | 軟式                       | 丹波市     | 春日総合運動公園（春日スタジアム）                 |
| ※ビーチバレー        | ※ビーチバレー              | 南あわじ市 | 慶野松原ビーチバレーコート                         |
| テニス               | テニス                     | 神戸市     | 神戸総合運動公園テニスコート                       |
| テニス               | テニス                     | 神戸市     | しあわせの村テニスコート                           |
| ホッケー             | 成年男女                   | 篠山市     | 篠山市立篠山総合スポーツセンター                   |
| ホッケー             | 少年男女                   | 篠山市     | 篠山市立西紀運動公園                               |
| セーリング           | セーリング                 | 西宮市     | 新西宮ヨットハーバー                               |
| ウエイトリフティング | 成年男子                   | 明石市     | 明石市立産業交流センター展示場                     |
| ウエイトリフティング | 少年男子                   | 明石市     | 兵庫県立明石城西高等学校体育館                     |
| ハンドボール         | 成年男子                   | 養父市     | 養父市立総合体育館                                 |
| ハンドボール         | 成年男子                   | 朝来市     | 朝来市和田山体育センター                           |
| ハンドボール         | 成年女子                   | 三田市     | 三田市立駒ヶ谷運動公園体育館                       |
| ハンドボール         | 成年女子                   | 三田市     | 城山公園体育館                                     |
| ハンドボール         | 少年男子                   | 高砂市     | 高砂市総合体育館                                   |
| ハンドボール         | 少年男子                   | 加古川市   | 加古川市立総合体育館                               |
| ハンドボール         | 少年女子                   | 加古川市   | 加古川市立総合体育館                               |
| 卓球                 | 卓球                       | 豊岡市     | 豊岡市立総合体育館                                 |
| 軟式野球             | 一般A                      | 尼崎市     | 尼崎市記念公園野球場                               |
| 軟式野球             | 一般A                      | 尼崎市     | 尼崎市小田記念公園野球場                           |
| 軟式野球             | 一般B                      | 加西市     | 加西市加西球場                                     |
| 軟式野球             | 一般B                      | 姫路市     | 姫路市立香寺総合公園スポーツセンター野球場         |
| 軟式野球             | 成年                       | 三田市     | 城山公園野球場                                     |
| 軟式野球             | 成年                       | 三田市     | 三田市立駒ヶ谷公園野球場                           |
| 馬術                 | 馬術                       | 三木市     | 三木ホースランドパーク                             |
| フェンシング         | フェンシング               | 神戸市     | 神戸市立中央体育館                                 |
| 柔道                 | 柔道                       | 姫路市     | 兵庫県立武道館                                     |
| ラグビー             | 成年男子                   | 姫路市     | 姫路市立球技スポーツセンター球技場                 |
| ラグビー             | 少年男子                   | 姫路市     | 姫路市立球技スポーツセンター球技場                 |
| ラグビー             | 少年男子                   | 姫路市     | 姫路市立陸上競技場                                 |
| ラグビー             | 少年男子                   | 太子町     | 太子町総合運動公園陸上競技場                       |
| カヌー               | フラットウォーター         | 芦屋市     | 芦屋キャナルパーク特設カヌー競技場                 |
| カヌー               | スラローム                 | 宍粟市     | 宍粟市波賀町引原川カヌー特設会場                   |
| カヌー               | ワイルドウォーター         | 宍粟市     | 宍粟市波賀町引原川カヌー特設会場                   |
| アーチェリー         | アーチェリー               | 加東市     | 加東市滝野総合公園多目的グランド特設アーチェリー場 |
| 銃剣道               | 銃剣道                     | 宍粟市     | スポニックパーク一宮体育館                         |
| クレー射撃           | クレー射撃                 | 岡山市     | 岡山県クレー射撃場                                 |
| ゴルフ               | 成年男子                   | 宝塚市     | 宝塚ゴルフクラブ                                   |
| ゴルフ               | 少年男子                   | 宝塚市     | 宝塚ゴルフクラブ                                   |
| ゴルフ               | 成年女子                   | 宝塚市     | 大宝塚ゴルフクラブ                                 |
| ゴルフ               | 少年女子                   | 宝塚市     | 大宝塚ゴルフクラブ                                 |

### 備考
今大会より、サッカー男子の出場区分が「成年男子:17歳以上」「少年男子:16歳以下」に改められた。
レスリング少年男子84kg級は網野高3年の永田裕城が前年の74kg級と併せて前人未到の2階級高校四冠を達成した。
ボクシング少年男子ライトフライ級は興國高3年の井岡一翔が史上3人目となる高校六冠を達成した。

### 会場・日程について
高校硬式野球は阪神甲子園球場がプロ野球などの試合日程の都合から使用されず、また、各市町村の開催バランスを取って高砂市野球場で行われた。この年の夏の甲子園大会での活躍で人気となった早稲田実業の斎藤佑樹投手などの出場で、試合前から高砂市に問い合わせが殺到。早稲田実業の試合には連日観戦客の徹夜組も登場するなど試合前日から長蛇の列ができ、当日も観客が殺到し多くの警備員による厳戒態勢のもと異例の入場整理券が発行され入場制限が行われるなど国体史上稀にみる盛り上がりを見せた。さらに決勝戦は37年ぶり引き分け再試合となったこの年の甲子園大会決勝戦の再現となる早稲田実業対駒大苫小牧の試合となり、盛り上がりに拍車をかけた。結果は1対0で早稲田実業の勝利。
クレー射撃会場の岡山県クレー射撃場（岡山県岡山市）は、前年の「晴れの国おかやま国体」でもクレー射撃会場として使用されており、国体史上初の2年連続同一会場での開催となった。

### 音楽について
キャンペーンソング「はばタンカーニバル」は楽曲のJASRAC登録を行わずに、のじぎく兵庫国体実行委員会自身が著作権を管理しており、また著作権フリーという扱いになっている。
国体の開会式および閉会式では開催地の県旗を掲揚・降納する際に都道府県民歌が演奏されるが、兵庫県では1947年（昭和22年）に制定された「兵庫県民歌」の存在が遅くとも1960年代後半に失われており（廃止の事実は確認されていない）、今大会の開催時には「未制定」とするのが県の見解であったため代用曲として県政広報番組『週刊ひょうご夢情報』の主題歌であった「ふるさと兵庫」（作詞・作曲：後藤悦治郎）が演奏された。国体での演奏後、同曲は県内外で再評価され県主催の各種行事において“事実上の県民歌”のような扱いで演奏されるようになっているが、県では同曲を「県に関係する楽曲」の1曲としか規定しておらず公的には「県民歌」でも「県民愛唱歌」でもないとされている。

### テレビ・ラジオ放送について
高校野球は公開競技のためそれまでテレビ中継されることはなかったが、今大会では準決勝戦と決勝戦がCS放送のスカイ・エーで生中継（先述のはばタンTVでも同時サイマル放送、決勝戦は関西ローカルのみで朝日放送で午後の2時間ドラマ再放送枠で急遽編成を差し替えて録画中継を放送）された。番組テーマソングは朝日放送「2006 夏の高校野球」統一テーマソング、スキマスイッチの「スフィアの羽根」を引き続き使用。高校野球の放映権を持っていない民放各局は、球場近くの丘陵地がある生石神社（石の宝殿）からワイドショー等で生中継を行った。また、10月1日に行われた1回戦の福知山成美高校対早稲田実業戦は、ラジオ関西でも放送された。試合中に、実況アナウンサーが特別中継で放送している旨のアナウンスがあったため、急遽中継を行ったものと思われる。
このほか、NHKが開会式を総合テレビで、又開催中は午後の時間帯に教育テレビで1つの競技を録画中継（神戸放送局からのスタジオ部分は生放送）、その他の競技はテロップで放送した。
一方で、地元独立UHF局のサンテレビジョンは、開会式を当日夜に約15分のハイライト番組やニュースEyeランド及び日曜夕刊での特設コーナーで伝えたのみだった。

### その他
開催前に大会マスコットの「はばタン」で大々的にキャンペーンが行われていたが、6月25日の国体100日前イベントで神戸市の三宮センター街をはばタンが行進した際、はばタンが次々とダウンし救護テントに搬送されるというハプニングが起こった。はばタンが手当てを受けている様子を目撃した子供がショックを受けたという。
今大会では、国体史上初の正式競技全競技全種目のインターネット映像生中継（はばタンTV）が実施された。但し、体操等の一部の競技のBGMは著作権法の関係で放送できず、その場合は「はばタンカーニバル」など著作権が発生しない曲、もしくは無音に差し替えられた。また、高校硬式野球の試合が行われた際に予想以上のアクセスがあり一時つながりにくい状況になった。
今大会に使われる表彰状には、地元特産の杉原紙が使用された。

## 総合成績

### 天皇杯
- 第1位：兵庫県
- 第2位：埼玉県
- 第3位：東京都

### 皇后杯
- 第1位：兵庫県
- 第2位：埼玉県
- 第3位：大阪府